# Cosmopterix inopis
Cosmopterix inopis là một loài bướm đêm thuộc họ Cosmopterigidae. Nó được tìm thấy ở Arizona và Florida.
Con trưởng thành bay vào tháng 4 và tháng 9. Mỗi năm loài này có thể có hai thế hệ.